# Dilara Türk
Dilara Türk (* 30. Juli 1996 in Kulmbach) ist eine deutsch-türkische Fußballspielerin, die seit Anfang 2017 beim Regionalligisten FC Viktoria 1889 Berlin unter Vertrag steht.

## Karriere

### Vereine
Türk spielte in ihrer Jugend bis ins Jahr 2012 für den Nachwuchs des 1. FC Nürnberg Frauen- und Mädchenfußball. Nach einer kurzen Karrierepause sowie einem Engagement beim fränkischen Bezirksligisten SpVgg Bayreuth, an dessen Ende der Aufstieg in die Bezirksoberliga stand, wechselte sie zur Saison 2014/15 zum Zweitligisten ETSV Würzburg, bei dem sie in 17 von 22 Ligaspielen eingesetzt wurde. Nach einem Jahr beim Zweitligisten 1. FC Lübars wechselte Türk zur Saison 2016/17 zum 1. FC Union Berlin weiter, bei dem sie jedoch nur zu drei Hinrunden-Einsätzen kam. Daher schloss sie sich bereits Anfang 2017 dem Regionalligisten FC Viktoria 1889 Berlin an.

### Nationalmannschaft
Im Jahr 2015 absolvierte Türk jeweils fünf Spiele für die türkische U-19- beziehungsweise A-Nationalmannschaft.